# Ворота до Раю
«Ворота до Раю» також зустрічається переклад «Брами Раю» (пол. Bramy raju) — параболічна повість-притча польського письменника Єжи Анджеєвського, написана у 1960 році. Деякі літературні критики відносять «Ворота Раю» до екзистенціальних мікророманів. Один з найкращих творів автора, темою якого став середньовічний хрестовий похід дітей. Сам Анджеєвський називав «Ворота до Раю» «поемою в прозі».

## Форма роману
«Ворота до Раю» мають форму сповіді колишніх учасників подій, вислуханих на старим монахом. Твір складається всього з двох речень. Це суцільний текст, милозвучний, надзвичайно соковитий, з масою почуттів і переживань, з безліччю повторів, але без жодної крапки. Друге, і останнє, речення включає в себе тільки чотири слова: «І вони йшли всю ніч» (пол. I szli całą noc). Така конструкція твору слугує розмиттю особи мовця і акцентуванню участі в співтоваристві — окремі фрази різних мовців взаємнопроникають, органічно доповнюють одна одну. Деякі з рецензентів критикували таку побудову тексту, вказуючи на її штучність.

## Начерк сюжету
Хрестовий похід дітей 1212 року. Тисячі дітей та підлітків французького графства Вандом вирушили в беззбройний Хрестовий похід у Святу землю до Гробу Господнього. Їх веде за собою ангелоподібний сліпий хлопчик Жак з Клуа. До дітей вирішує приєднатися старий священик, наляканий нічним кошмаром про маленьких хрестоносців.
Читач застає героїв книги, коли вони, прямуючии до своєї мети, сповідаються, а з цієї сповіді з'ясовується, що релігійні резони цієї місії насправді — містифікація, а її учасників об'єднує зовсім не бажання звільнити Гріб Господній, а складні особисті взаємини.
Повість Анджеєвського написана як одна суцільна фраза без крапок у стилі так-званого «потоку свідомості» — безпосередньої фіксації думок, спогадів, видінь та молитов п'ятьох дітей, які сповідуються старому священику. Увесь цей потік свідомості виявляє справжню причину походу, яка поступово розкривається з різних точок зору. У сповідях дітей, правдивих і брехливих, малюється початок шляху, причини, які штовхнули дітей і юнаків на довгий шлях. Сумні історії сплітаються, розгалужуються і знову сплітаються. Не стільки віра, але й особисті переживання і прихильності штовхнули дітей на цю подорож, але вони в своїй невинності і не підозрюють про це. Насправді дітей з найближчого оточення Жака єднає зовсім не релігійний фанатизм, а фізіологічні любовні інстинкти. Дочка коваля Мод закохана в Жака. Син мельника — Робер закоханий в Мод і тому йде в похід за нею. У Жака закохана і Бланш, але, щоб не думати про нього, вона вступає в інтимний зв'язок з Алексом Меліссеном, який, у свою чергу, також закоханий в Жака. Останнім з дітей сповідається сам Жак, і у цій сповіді відкривається, що і він йде, керуючись зовсім не Божим велінням, а через ідею, яку навіяв йому граф Людовік — опікун Алекса. Граф, який був лицарем, під час одного з походів, коли хрестоносці захопили Константинополь, вбив батьків Олексія, його самого всиновив, а потім зробив своїм коханцем. В ім'я очищення власних гріхів граф і намовив Жака зібрати чистих і безневинних дітей і повести їх за собою в Єрусалим. У чистоту та безневинність дітей спочатку вірить і старий священик, який приймає у них сповіді. Шокований сповіддю Жака, він намагається зупинити цей похід, але гине під ногами дітей, яких штовхає вперед фанатична віра в їхнього керівника і в священну мету їхнього походу. Помираючи, священик благословляє дітей, хоча у його власному видінні йому було відкрито, чим закінчиться цей похід — ніхто з дітей не дійде до Єрусалима. Останніми посеред пустелі загинуть Олексій і осліплий Жак.

## Проблематика твору
Хоча Єжи Анджеєвський висловлюється категорично проти приписування йому якихось «філософських інтенцій», вважається, що «Ворота до Раю», разом з «Морок покриває землю» (1957; про іспанську інквізицію) складають філософську історичну дилогію про релігійне життя християн Середньовіччя.
Повість про хрестовий похід дітей — одну з найганебніших і страшних сторінок в історії християнства, коли на догоду релігійному фанатизму було загублено не менше ста тисяч невинних душ. Дітей обдурити ще легше, ніж дорослих. Але чи є в світі хоч одна ідея, доктрина, ідеологія, на славу якої можна жертвувати людиною, тим більше дитиною? Критики сходяться на думці, що «Ворота до Раю» компрометує будь-яку ідею, в ім'я якої люди намагаються робити якісь спільні дії.
Роман нагадує про вироблення масових ідей та їх вплив на маси, представляючи тим самим розрахунок Анджеевського з власним періодом захоплення комунізмом. У ході читання твору, виявляється, що ідея визволення Гробу Господнього через безневинних дітей — це, по суті, ілюзія, не заснована на релігійних передумовах, а лише сублімація бажання і потреби визнання. Ідея хрестового походу була нав'язана Жаку графом Людовіком через нерозділену еротичну ніч. Джерелом ідей стало почуття провини Людовіка, спричинене участю в пограбуваннях і зрадою ідей хрестових походів — результатом Четвертого хрестового походу стало не визволення Єгипту, а узурпація влади імператора у Константинополі у 1204 році. Дитячий хрестовий похід мав стати спробою очищення від вини колективного християнського суб'єкта. Ця ідея реалізується через еротичні бажання молодих учасників експедиції, це фактично сублімація цих бажань. Духовна та фізична краса Людовіка та еротична нездійсненність викликають те, що Жак стає ініціатором хрестового походу. Ідея його є містифікацією, а її духовний вимір приховує тілесні бажання. Проте ідея, що народилася від ілюзії, не висміюється чи не критикується в романі: пошуки надії та вдача до вигадки є невід'ємною властивістю людського розуму, що дозволяє їй вижити в світі тілесних бажань. Правда, Жак єдиний зі сповідників не отримує відпущення гріхів (він обманщик, що спокушає дітей хибною ідеєю), але вся експедиція благословляється монахом — хоча б помилкове, але це вираженням надії. Отже, Анджеєвський визнає комуністичну систему як таку, що спокушає через зловживання людською схильністю до величності і надією на велич.

## Екранізації
- У 1967 році режисер Анджей Вайда зняв однойменний англо-югославський фільм. Польська цензура не дозволила транслювати фільм у країні. У 1968 році фільм був номінований на Golden Bear Award на Берлінському міжнародному кінофестивалі.

## Театральні постановки
- 1998 — «Ворота до Раю»; Театр одного актора «Крик». Дніпропетровськ. Режисер і виконавець Михайло Мельник. Знята з показу у 2003 році.